# Saint-Jean-de-Fos
Pour les articles homonymes, voir Saint-Jean.
Saint-Jean-de-Fos (prononcer [sɛ̃ ʒɑ̃ də fɔs] ; en occitan Sant Joan de Fòrcs) est une commune française située dans le nord du département de l'Hérault en région Occitanie.
Exposée à un climat méditerranéen, elle est drainée par l'Hérault, le ruisseau de l'Avenc et par deux autres cours d'eau. La commune possède un patrimoine naturel remarquable : deux sites Natura 2000 (les « gorges de l'Hérault » et les « hautes garrigues du Montpelliérais ») et trois zones naturelles d'intérêt écologique, faunistique et floristique.
Saint-Jean-de-Fos est une commune rurale qui compte 1 743 habitants en 2022, après avoir connu une forte hausse de la population depuis 1975. Elle fait partie de l'aire d'attraction de Montpellier. Ses habitants sont appelés les Jeannifossiens ou  Jeannifossiennes.

## Géographie

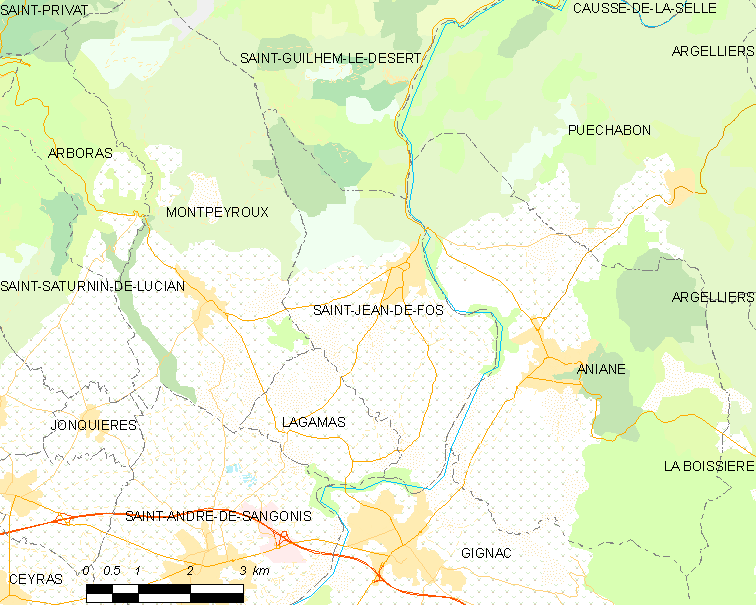
Carte

Saint-Jean-de-Fos est un village situé à la sortie des gorges de l'Hérault, là où le massif de la Séranne (massif calcaire) appelé aussi causses du Larzac, rejoint la plaine de la vallée de l'Hérault. Il se trouve sur les bords de l'Hérault là où le pont du Diable enjambe le fleuve. Le climat est méditerranéen, chaud et ensoleillé.
Le village est en circulade et est à ce titre membre de l'association le réseau des Circulades[réf. nécessaire].

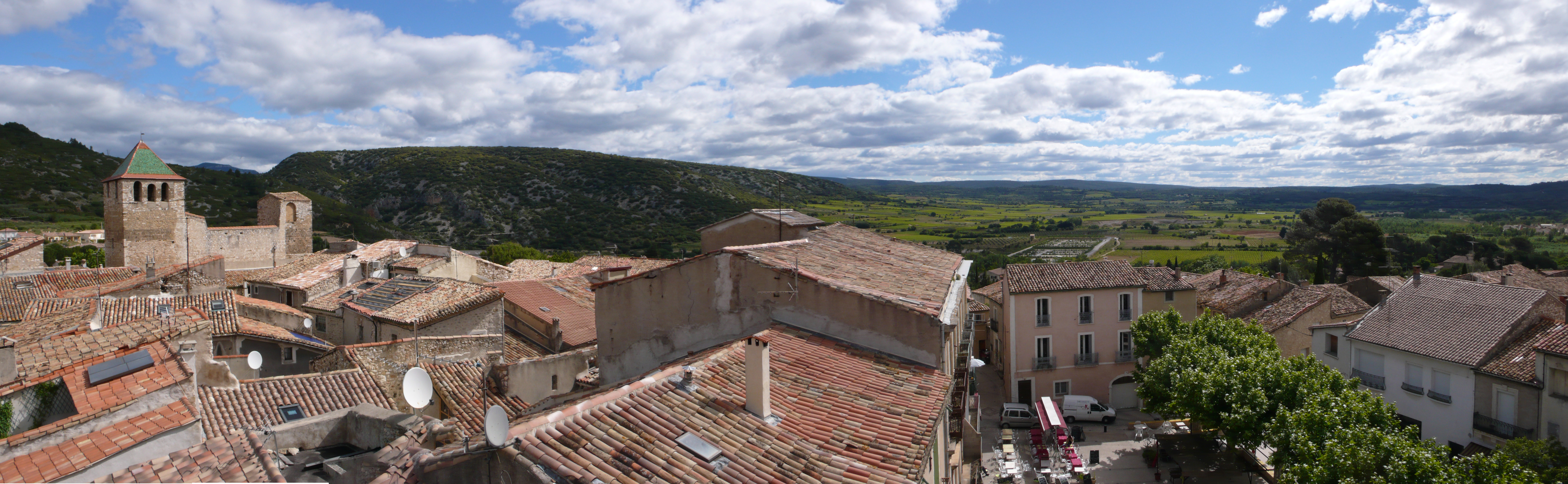
Panorama de Saint Jean de Fos

### Communes limitrophes
|             | Saint-Guilhem-le-Désert |        |
| Montpeyroux | Saint-Jean-de-Fos       | Aniane |
| Lagamas     | Gignac                  |        |

### Climat
Pour des articles plus généraux, voir Climat de l'Occitanie et Climat de l'Hérault.
En 2010, le climat de la commune est de type climat méditerranéen franc, selon une étude s'appuyant sur une série de données couvrant la période 1971-2000. En 2020, Météo-France publie une typologie des climats de la France métropolitaine dans laquelle la commune est exposée à un climat méditerranéen et est dans la région climatique  Provence, Languedoc-Roussillon, caractérisée par une pluviométrie faible en été, un très bon ensoleillement (2 600 h/an), un été chaud (21,5 °C), un air très sec en été, sec en toutes saisons, des vents forts (fréquence de 40 à 50 % de vents > 5 m/s) et peu de brouillards.
Pour la période 1971-2000, la température annuelle moyenne est de 15 °C, avec une amplitude thermique annuelle de 16,2 °C. Le cumul annuel moyen de précipitations est de 907 mm, avec 6,5 jours de précipitations en janvier et 2,9 jours en juillet. Pour la période 1991-2020, la température moyenne annuelle observée sur la station météorologique la plus proche, située sur la commune de Saint-André-de-Sangonis à 7 km à vol d'oiseau, est de 15,5 °C et le cumul annuel moyen de précipitations est de 652,4 mm,. Pour l'avenir, les paramètres climatiques de la commune estimés pour 2050 selon différents scénarios d'émission de gaz à effet de serre sont consultables sur un site dédié publié par Météo-France en novembre 2022.

### Milieux naturels et biodiversité

#### Réseau Natura 2000

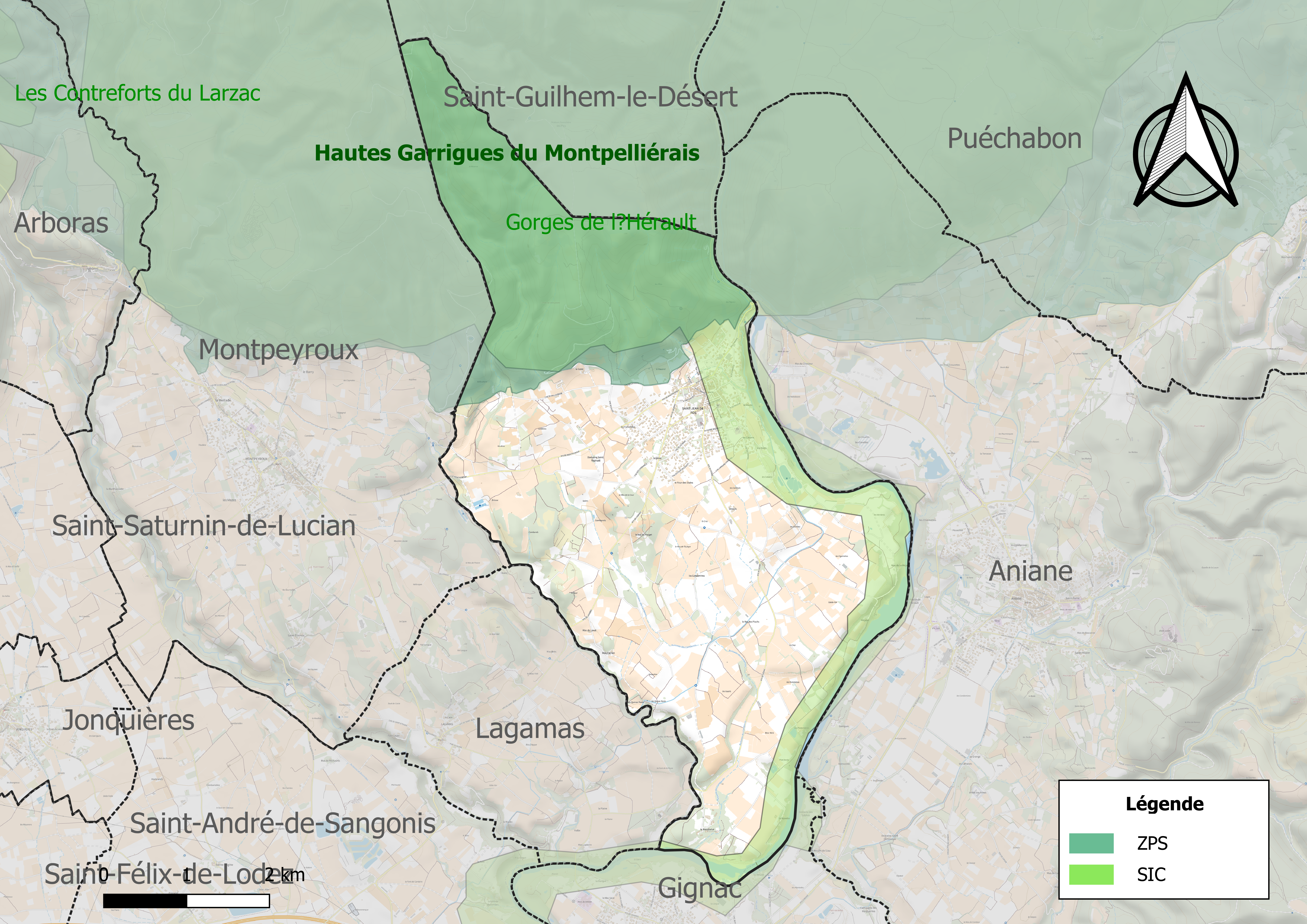
Site Natura 2000 sur le territoire communal.

Le réseau Natura 2000 est un réseau écologique européen de sites naturels d'intérêt écologique élaboré à partir des directives habitats et oiseaux, constitué de zones spéciales de conservation (ZSC) et de zones de protection spéciale (ZPS).
Un site Natura 2000 a été défini sur la commune au titre de la directive habitats :
- les « gorges de l'Hérault », d'une superficie de 21 736 ha, entaillent un massif calcaire vierge de grandes infrastructures dont les habitats forestiers (forêt de Pins de Salzman et chênaie verte) et rupicoles sont bien conservés. La pinède de Pins de Salzmann de Saint-Guilhem-le-Désert est une souche pure et classée comme porte-graines par les services forestiers. Il s'agit d'une forêt développée sur des roches dolomitiques[9]

et un au titre de la directive oiseaux : 
- les « hautes garrigues du Montpelliérais », d'une superficie de 45 444 ha, abritant trois couples d'Aigles de Bonelli, soit 30 % des effectifs régionaux[10].

#### Zones naturelles d'intérêt écologique, faunistique et floristique
L’inventaire des zones naturelles d'intérêt écologique, faunistique et floristique (ZNIEFF) a pour objectif de réaliser une couverture des zones les plus intéressantes sur le plan écologique, essentiellement dans la perspective d’améliorer la connaissance du patrimoine naturel national et de fournir aux différents décideurs un outil d’aide à la prise en compte de l’environnement dans l’aménagement du territoire.
Une ZNIEFF de type 1 est recensée sur la commune :
la « rivière de l'Hérault de Gignac à Canet » (317 ha), couvrant 8 communes du département et deux ZNIEFF de type 2, : 
- le « cours moyen de l'Hérault et de la Lergue » (976 ha), couvrant 22 communes du département[13] ;
- le « massif des gorges de l'Hérault et de la Buège » (21 342 ha), couvrant 17 communes du département[14].

Carte des ZNIEFF de type 1 et 2 à Saint-Jean-de-Fos.
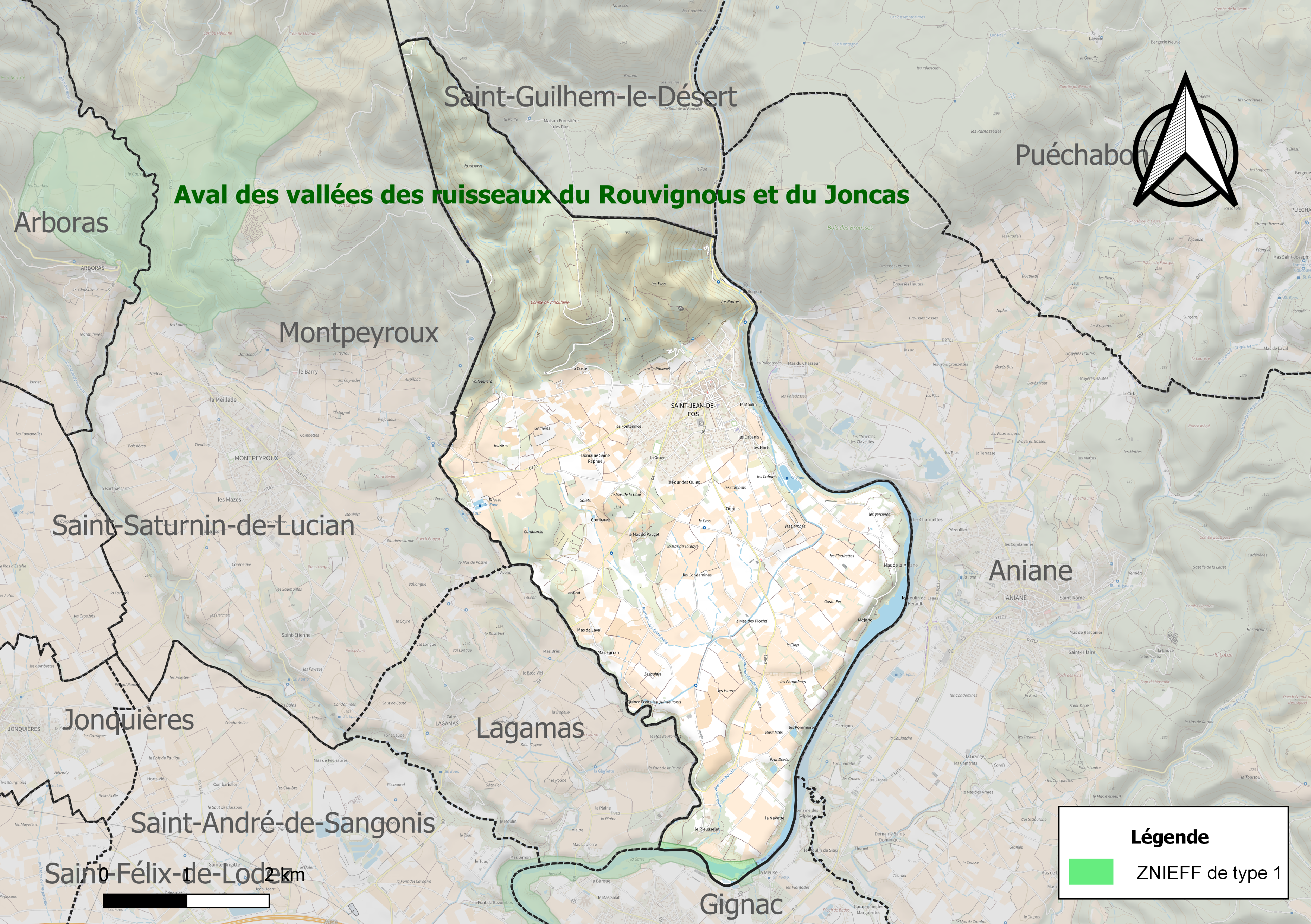
Carte de la ZNIEFF de type 1 sur la commune.
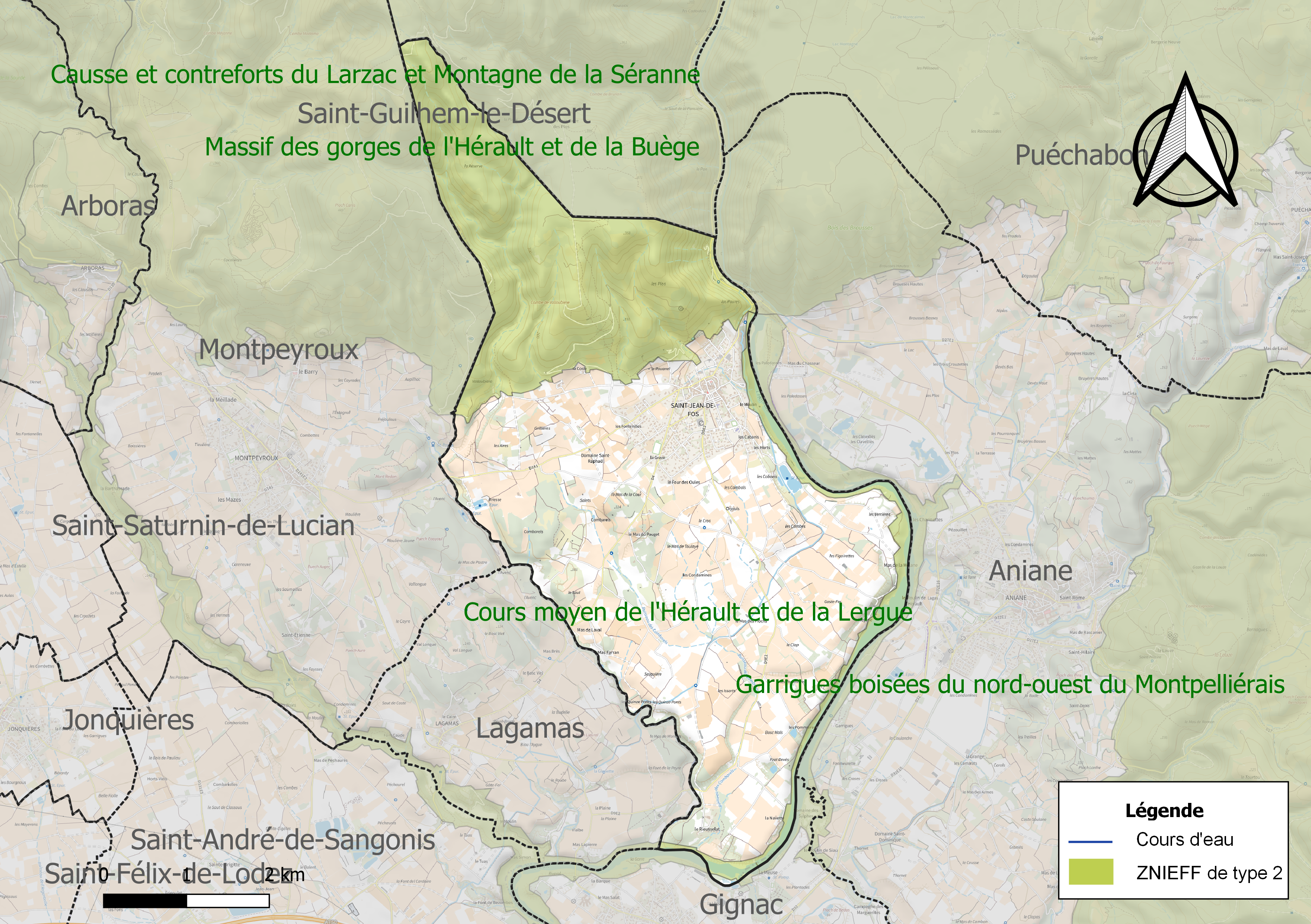
Carte des ZNIEFF de type 2 sur la commune.

## Urbanisme

### Typologie
Au 1er janvier 2024, Saint-Jean-de-Fos est catégorisée bourg rural, selon la nouvelle grille communale de densité à sept niveaux définie par l'Insee en 2022.
Elle est située hors unité urbaine. Par ailleurs la commune fait partie de l'aire d'attraction de Montpellier, dont elle est une commune de la couronne,. Cette aire, qui regroupe 161 communes, est catégorisée dans les aires de 700 000 habitants ou plus (hors Paris),.

### Occupation des sols
L'occupation des sols de la commune, telle qu'elle ressort de la base de données européenne d’occupation biophysique des sols Corine Land Cover (CLC), est marquée par l'importance des territoires agricoles (62,9 % en 2018), en augmentation par rapport à 1990 (60,3 %). La répartition détaillée en 2018 est la suivante : 
cultures permanentes (52,6 %), espaces ouverts, sans ou avec peu de végétation (17,2 %), forêts (12,6 %), zones agricoles hétérogènes (10,4 %), zones urbanisées (6 %), milieux à végétation arbustive et/ou herbacée (1,2 %). L'évolution de l’occupation des sols de la commune et de ses infrastructures peut être observée sur les différentes représentations cartographiques du territoire : la carte de Cassini (XVIIIe siècle), la carte d'état-major (1820-1866) et les cartes ou photos aériennes de l'IGN pour la période actuelle (1950 à aujourd'hui).

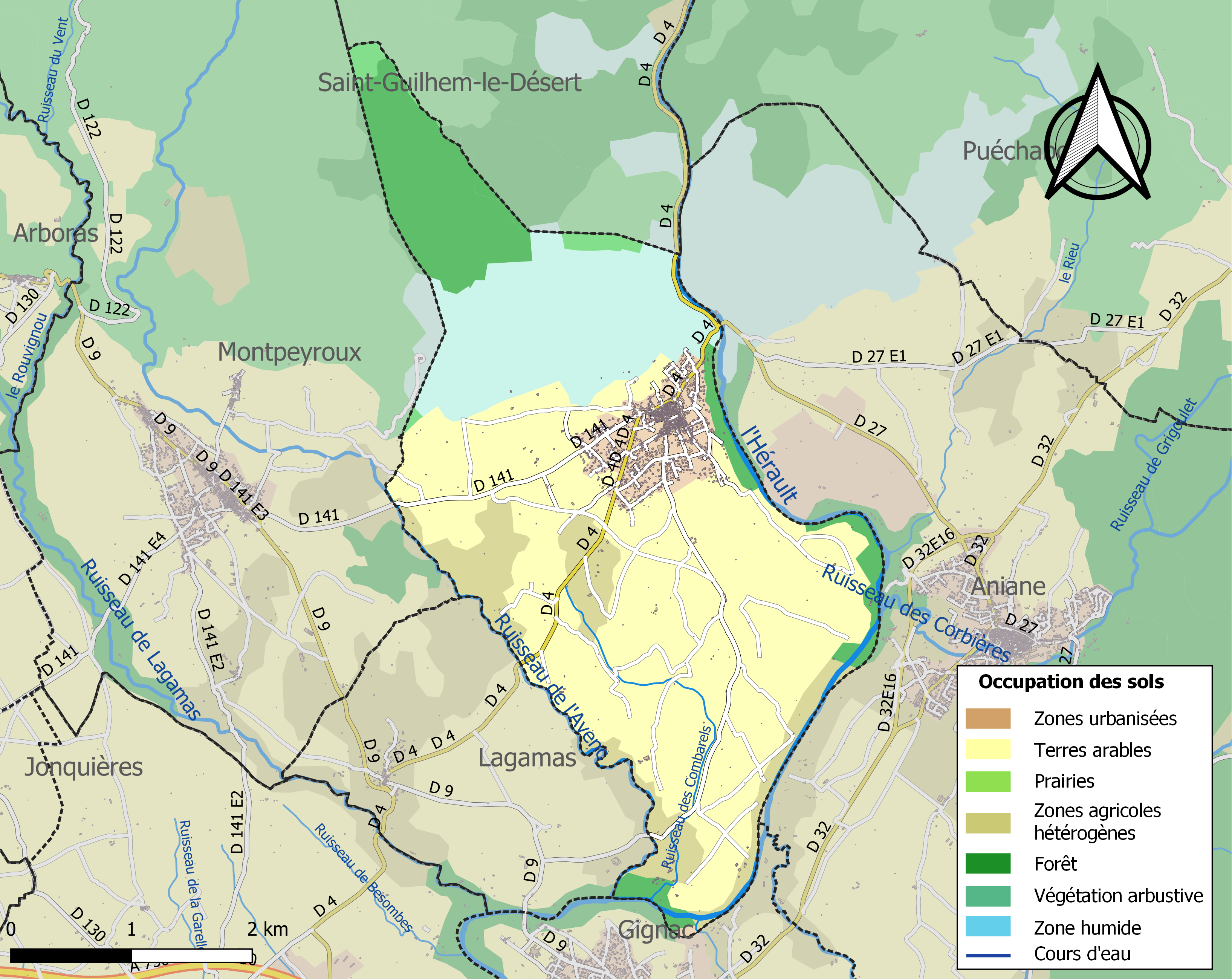
Carte des infrastructures et de l'occupation des sols de la commune en 2018 (CLC).

### Risques majeurs
Le territoire de la commune de Saint-Jean-de-Fos est vulnérable à différents aléas naturels : météorologiques (tempête, orage, neige, grand froid, canicule ou sécheresse), inondations, feux de forêts, mouvements de terrains et séisme (sismicité faible). Un site publié par le BRGM permet d'évaluer simplement et rapidement les risques d'un bien localisé soit par son adresse soit par le numéro de sa parcelle.
Certaines parties du territoire communal sont susceptibles d’être affectées par le risque d’inondation par débordement de cours d'eau, notamment l'Hérault et le ruisseau de l'Avenc. La commune a été reconnue en état de catastrophe naturelle au titre des dommages causés par les inondations et coulées de boue survenues en 1982, 2002 et 2014,.
Saint-Jean-de-Fos est exposée au risque de feu de forêt. Un plan départemental de protection des forêts contre les incendies (PDPFCI) a été approuvé en juin 2013 et court jusqu'en 2022, où il doit être renouvelé. Les mesures individuelles de prévention contre les incendies sont précisées par deux arrêtés préfectoraux et s’appliquent dans les zones exposées aux incendies de forêt et à moins de 200 mètres de celles-ci. L’arrêté du 25 avril 2002 réglemente l'emploi du feu en interdisant notamment d’apporter du feu, de fumer et de jeter des mégots de cigarette dans les espaces sensibles et sur les voies qui les traversent sous peine de sanctions. L'arrêté du 11 mars 2013 rend le débroussaillement obligatoire, incombant au propriétaire ou ayant droit,.

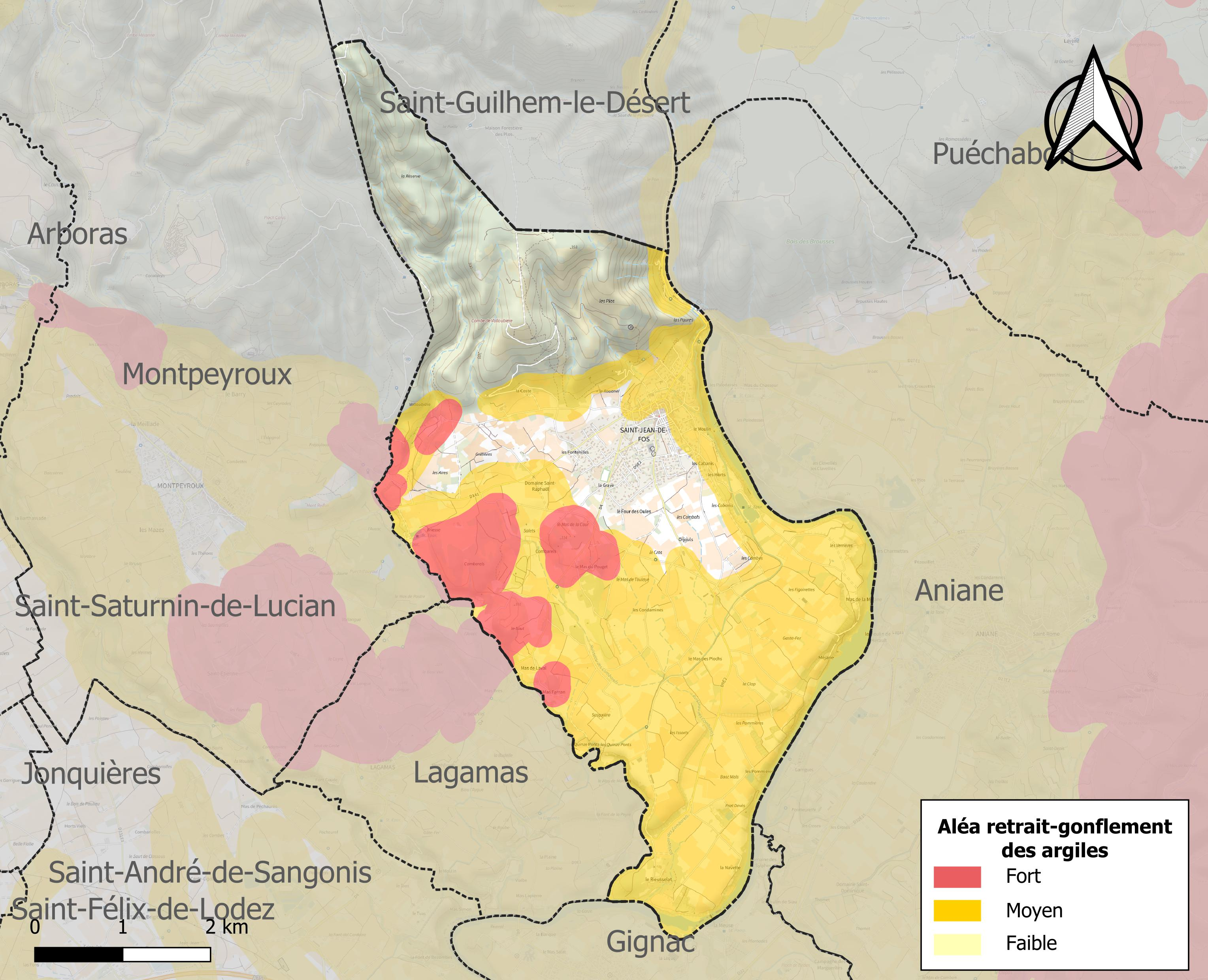
Carte des zones d'aléa retrait-gonflement des sols argileux de Saint-Jean-de-Fos.

La commune est vulnérable au risque de mouvements de terrains constitué principalement du retrait-gonflement des sols argileux. Cet aléa est susceptible d'engendrer des dommages importants aux bâtiments en cas d’alternance de périodes de sécheresse et de pluie. 63,8 % de la superficie communale est en aléa moyen ou fort (59,3 % au niveau départemental et 48,5 % au niveau national). Sur les 848 bâtiments dénombrés sur la commune en 2019, 383 sont en aléa moyen ou fort, soit 45 %, à comparer aux 85 % au niveau départemental et 54 % au niveau national. Une cartographie de l'exposition du territoire national au retrait gonflement des sols argileux est disponible sur le site du BRGM,.
Par ailleurs, afin de mieux appréhender le risque d’affaissement de terrain, l'inventaire national des cavités souterraines permet de localiser celles situées sur la commune.

## Économie

### Revenus
En 2018, la commune compte 751 ménages fiscaux, regroupant 1 732 personnes. La médiane du revenu disponible par unité de consommation est de 20 550 € (20 330 € dans le département).

### Emploi
|                | 2008   | 2013   | 2018   |
| -------------- | ------ | ------ | ------ |
| Commune        | 10,4 % | 11,3 % | 11,1 % |
| Département    | 10,1 % | 11,9 % | 12 %   |
| France entière | 8,3 %  | 10 %   | 10 %   |

En 2018, la population âgée de 15 à 64 ans s'élève à 1 036 personnes, parmi lesquelles on compte 77 % d'actifs (65,9 % ayant un emploi et 11,1 % de chômeurs) et 23 % d'inactifs,. En  2018, le taux de chômage communal (au sens du recensement) des 15-64 ans est inférieur à celui du département, mais supérieur à celui de la France, alors qu'en 2008 il était supérieur à celui du département.
La commune fait partie de la couronne de l'aire d'attraction de Montpellier, du fait qu'au moins 15 % des actifs travaillent dans le pôle,. Elle compte 370 emplois en 2018, contre 258 en 2013 et 230 en 2008. Le nombre d'actifs ayant un emploi résidant dans la commune est de 697, soit un indicateur de concentration d'emploi de 53,1 % et un taux d'activité parmi les 15 ans ou plus de 57,2 %.
Sur ces 697 actifs de 15 ans ou plus ayant un emploi, 263 travaillent dans la commune, soit 38 % des habitants. Pour se rendre au travail, 79,5 % des habitants utilisent un véhicule personnel ou de fonction à quatre roues, 1,7 % les transports en commun, 10,3 % s'y rendent en deux-roues, à vélo ou à pied et 8,6 % n'ont pas besoin de transport (travail au domicile).

### Activités hors agriculture

#### Secteurs d'activités
164 établissements sont implantés  à Saint-Jean-de-Fos au 31 décembre 2019. Le tableau ci-dessous en détaille le nombre par secteur d'activité et compare les ratios avec ceux du département,.
| Secteur d'activité                                                                                        | Commune | Commune | Département |
| Secteur d'activité                                                                                        | Nombre  | %       | %           |
| --- | ------- | ------- | ----------- |
| Ensemble                                                                                                  | 164     | 100 %   | (100 %)     |
| Industrie manufacturière, industries extractives et autres                                                | 18      | 11 %    | (6,7 %)     |
| Construction                                                                                              | 35      | 21,3 %  | (14,1 %)    |
| Commerce de gros et de détail, transports, hébergement et restauration                                    | 39      | 23,8 %  | (28 %)      |
| Information et communication                                                                              | 2       | 1,2 %   | (3,3 %)     |
| Activités financières et d'assurance                                                                      | 6       | 3,7 %   | (3,2 %)     |
| Activités immobilières                                                                                    | 7       | 4,3 %   | (5,3 %)     |
| Activités spécialisées, scientifiques et techniques et activités de services administratifs et de soutien | 21      | 12,8 %  | (17,1 %)    |
| Administration publique, enseignement, santé humaine et action sociale                                    | 26      | 15,9 %  | (14,2 %)    |
| Autres activités de services                                                                              | 10      | 6,1 %   | (8,1 %)     |

Le secteur du commerce de gros et de détail, des transports, de l'hébergement et de la restauration est prépondérant sur la commune puisqu'il représente 23,8 % du nombre total d'établissements de la commune (39 sur les 164 entreprises implantées  à Saint-Jean-de-Fos), contre 28 % au niveau départemental.

#### Entreprises et commerces
Les cinq entreprises ayant leur siège social sur le territoire communal qui génèrent le plus de chiffre d'affaires en 2020 sont : 
- Le Roc Pointu, hébergement médicalisé pour personnes âgées (1 261 k€) ;
- Oyas Environnement, fabrication d'articles céramiques à usage domestique ou ornemental (1 256 k€) ;
- Grotte De Clamouse Societe G Vila, gestion des sites et monuments historiques et des attractions touristiques similaires (762 k€) ;
- Chateau De Valloubiere, culture de la vigne (301 k€) ;
- Emmanuelle Beze Architecture, activités d'architecture (36 k€).

La principale économie du village est la viticulture, l'oléiculture, la production de poterie (11 ateliers et galeries de potiers) et le tourisme avec les visiteurs du pont du Diable et Argileum. De nombreux hébergements touristiques sont proposés.
L'artisanat y est aussi bien implanté. Chaque année, le Marché des Potiers réunit 50 exposants pour le plus grand rassemblement autour de la céramique du département.

### Agriculture
La commune est dans le « Soubergues », une petite région agricole occupant le nord-est du département de l'Hérault. En 2020, l'orientation technico-économique de l'agriculture  sur la commune est la viticulture.
|               | 1988 | 2000 | 2010 | 2020 |
| ------------- | ---- | ---- | ---- | ---- |
| Exploitations | 113  | 94   | 75   | 66   |
| SAU (ha)      | 704  | 714  | 533  | 507  |

Le nombre d'exploitations agricoles en activité et ayant leur siège dans la commune est passé de 113 lors du recensement agricole de 1988  à 94 en 2000 puis à 75 en 2010 et enfin à 66 en 2020, soit une baisse de 42 % en 32 ans. Le même mouvement est observé à l'échelle du département qui a perdu pendant cette période 67 % de ses exploitations,. La surface agricole utilisée sur la commune a également diminué, passant de 704 ha en 1988 à 507 ha en 2020. Parallèlement la surface agricole utilisée moyenne par exploitation a augmenté, passant de 6 à 8 ha.

## Histoire

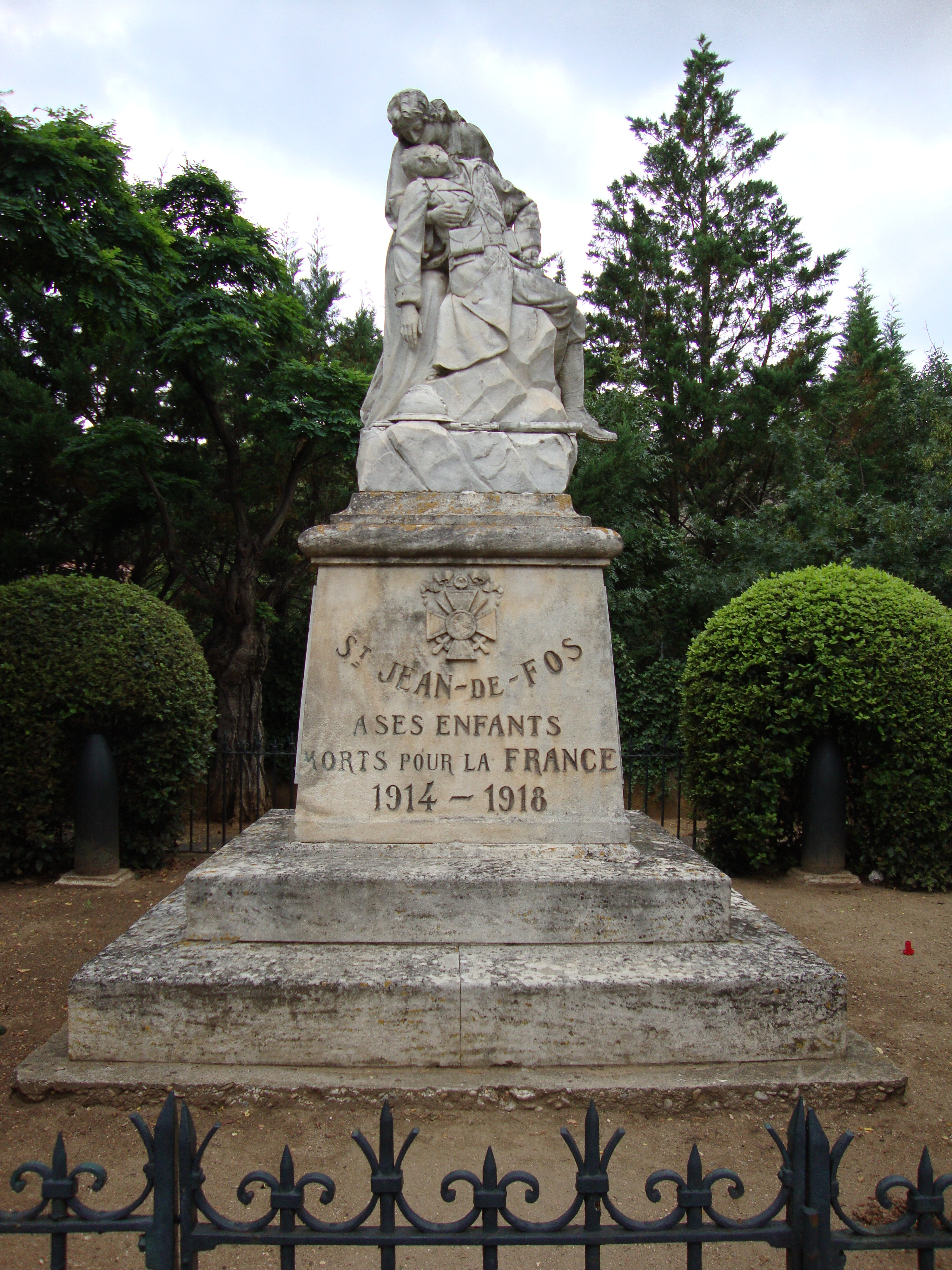
Monument aux morts

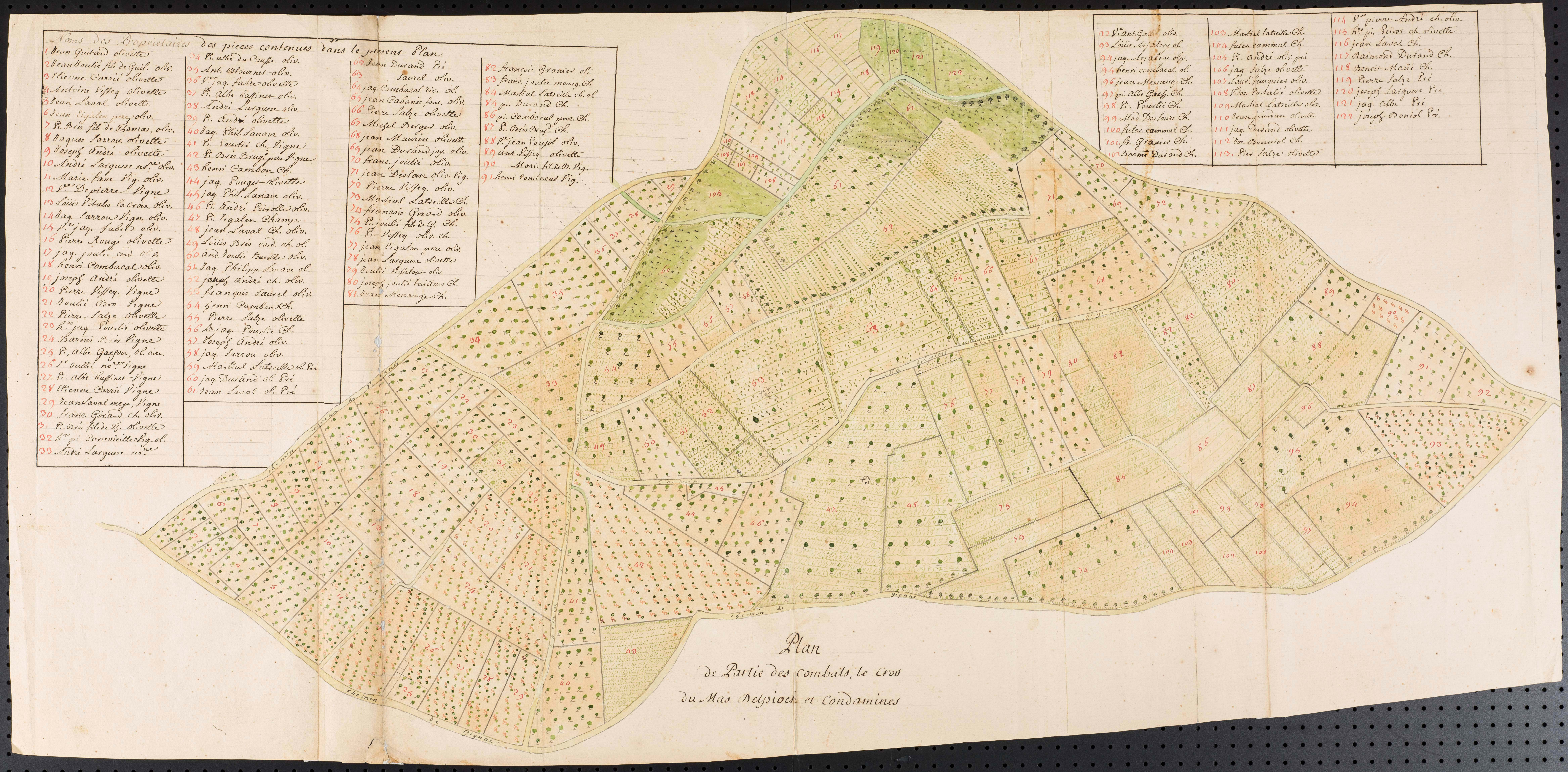
Arpentement général du terroir (1767-1768)

On trouve les premières mentions du lieu en 804 sous le nom Litenis.
Le village s'est ensuite développé autour de l'église de St-Jean entre 1031 et 1060 à la suite de la construction du Pont du Diable qui constitue un relais important entre Saint-Guilhem-le-Désert et Aniane.
La place a été successivement fortifiée au Moyen Âge.
Saint-Jean-de-Fos a connu la renommée grâce à ses potiers du XIVe au XVIe siècle. Cette tradition de poterie, notamment la poterie vernissée verte, s'est perpétuée et est toujours visible dans les rues du village au travers d'éléments de faîtages, de descentes de chenaux et de gouttières par exemple.
Les potiers fabriquaient aussi des petites trompes en terre cuite (troïna ou trumpet) qui furent utilisées de la seconde moitié du XVe siècle jusqu'au début du XXe siècle. Les cloches étant « parties à Rome », entre le Jeudi Saint et Pâques, les enfants de chœur, armés de ces petites cornes, trompetaient pour appeler les fidèles à la messe. Le dimanche de Pâques une cérémonie avait lieu sous la croix de la Vierge du Roc Pointu. Il fallait s’emparer de la corne de son voisin et la briser contre le rocher. Le bas du rocher est encore recouvert des tessons accumulés pendant des années.
Lors de la Révolution française, les citoyens de la commune se réunissent au sein de la société révolutionnaire, créée en mars 1792. Elle est baptisée « société populaire régénérée » en floréal an II. Elle compte 88 membres à cette date. Pour suivre le décret de la Convention du 25 vendémiaire an II invitant les communes ayant des noms pouvant rappeler les souvenirs de la royauté, de la féodalité ou des superstitions, à les remplacer par d'autres dénominations, la commune change de nom pour Fort-l’Hérault.

## Politique et administration

### Tendances politiques et résultats
| Scrutin             | Scrutin             | 1er tour | 1er tour    | 1er tour | 1er tour | 1er tour  | 1er tour | 1er tour | 1er tour   | 1er tour | 1er tour | 1er tour   | 1er tour | 2d tour | 2d tour | 2d tour | 2d tour | 2d tour | 2d tour |
| Scrutin             | Scrutin             | 1er      | 1er         | %        | 2e       | 2e        | %        | 3e       | 3e         | %        | 4e       | 4e         | %        | 1er     | 1er     | %       | 2e      | 2e      | %       |
| ------------------- | ------------------- | -------- | ----------- | -------- | -------- | --------- | -------- | -------- | ---------- | -------- | -------- | ---------- | -------- | ------- | ------- | ------- | ------- | ------- | ------- |
| Présidentielle 2017 | Présidentielle 2017 |          | LFI         | 25,48    |          | FN        | 24,75    |          | EM         | 21,45    |          | LR         | 16,04    |         | EM      | 57,61   |         | FN      | 42,39   |
| Présidentielle 2022 | Présidentielle 2022 |          | LFI         | 27,99    |          | RN        | 24,61    |          | LREM       | 19,69    |          | REC        | 6,93     |         | RN      | 50,27   |         | LREM    | 49,73   |
| Législatives 2022   | 4e                  |          | LFI (NUPES) | 34,11    |          | RN        | 23,60    |          | LREM (ENS) | 17,33    |          | PS (diss.) | 6,68     |         | LFI     | 54,19   |         | RN      | 45,81   |
| Législatives 2024   | 4e                  |          | RN          | 42,11    |          | LFI (NFP) | 35,55    |          | HOR (ENS)  | 19,36    |          | REC        | 1,84     |         | LFI     | 50,71   |         | RN      | 49,29   |

### Liste des maires
| Période      | Période   | Identité            | Étiquette | Qualité                    |
| ------------ | --------- | ------------------- | --------- | -------------------------- |
| 1947         | 1977      | Lucien Pourtier     |           |                            |
| 1977         | 1989      | Pierre Espinas      |           |                            |
| 1989         | mars 2008 | Pierre Capelli      |           |                            |
| mars 2008    | mars 2014 | Jean-François Ruiz  |           |                            |
| mars 2014    | juin 2018 | Guy-Charles Aguilar | SE        | Salarié du secteur médical |
| juillet 2018 | En cours  | Pascal Delieuze     | SE        |                            |

## Démographie
Au dernier recensement, la commune comptait 1743 habitants.
| 1793  | 1800  | 1806  | 1821  | 1831  | 1836  | 1841  | 1846  | 1851  |
| ----- | ----- | ----- | ----- | ----- | ----- | ----- | ----- | ----- |
| 1 232 | 1 334 | 1 410 | 1 423 | 1 507 | 1 544 | 1 518 | 1 518 | 1 506 |

| 1856  | 1861  | 1866  | 1872  | 1876  | 1881  | 1886  | 1891  | 1896  |
| ----- | ----- | ----- | ----- | ----- | ----- | ----- | ----- | ----- |
| 1 489 | 1 473 | 1 450 | 1 366 | 1 407 | 1 367 | 1 218 | 1 227 | 1 175 |

| 1901  | 1906  | 1911  | 1921  | 1926  | 1931  | 1936  | 1946 | 1954 |
| ----- | ----- | ----- | ----- | ----- | ----- | ----- | ---- | ---- |
| 1 200 | 1 177 | 1 181 | 1 050 | 1 046 | 1 128 | 1 064 | 983  | 913  |

| 1962 | 1968 | 1975 | 1982 | 1990  | 1999  | 2006  | 2007  | 2012  |
| ---- | ---- | ---- | ---- | ----- | ----- | ----- | ----- | ----- |
| 946  | 939  | 861  | 905  | 1 011 | 1 160 | 1 422 | 1 460 | 1 567 |

| 2017  | 2022  | - | - | - | - | - | - | - |
| ----- | ----- | - | - | - | - | - | - | - |
| 1 696 | 1 743 | - | - | - | - | - | - | - |

## Culture locale et patrimoine

### Lieux et monuments

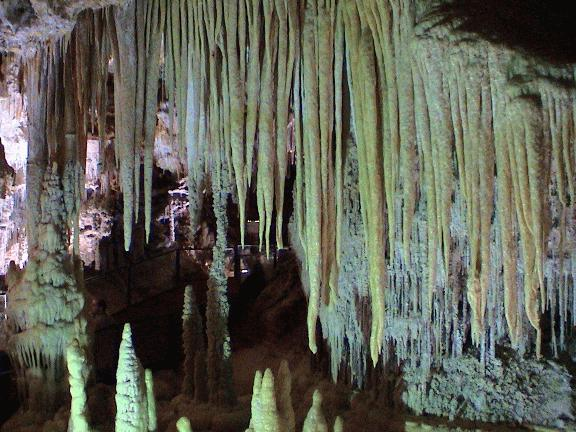
Dans la grotte de Clamouse.

- La grotte de Clamouse, une des plus belles grottes de France
- Argileum, le musée de la Poterie
- Le Pont du diable sur l'Hérault
- L'église Saint-Jean-Baptiste de Saint-Jean-de-Fos, d'architecture romane et dont la construction a commencé au XIe siècle, complétée d'une tour au XIIe siècle et agrandie au XVIe siècle. L'édifice a été inscrit au titre des monuments historiques en 2014[37].
- L'église Saint-Géniès de Litenis, église romane des XIe-XIIe siècles et située à quelques kilomètres au sud du village. L'édifice est référencé dans la base Mérimée et à l'Inventaire général Région Occitanie[38]. Plusieurs objets sont référencés dans la base Palissy (voir les notices liées)[38].

### Personnalités liées à la commune
- Louis Godefroy, alias « Rivière », né le 4 septembre 1911 à Barbaste (Lot-et-Garonne), décédé le 6 avril 1987 à Saint-Jean-de-Fos, résistant français de la Seconde Guerre mondiale, compagnon de la Libération.
- Peter Lörincz est un peintre allemand né à Berlin en 1938. Il enseigne aux Beaux-Arts de Mayence en Allemagne. Il s’installe dans le centre de Saint-Jean-de-Fos en 1984, et fait de sa maison, la galerie du Moustique, un atelier. Se définissant comme peintre Pararéaliste, il peint de nombreux édifice de la région. Il meurt le 8 octobre 2013 à l'âge de 75 ans. Il est inhumé au cimetière communal de Saint-Jean-de-Fos[39].
- Michel Capmal est un poète français né en 1948 à Saint-Jean-de-Fos.
- Jean-Christophe Victor y serait décédé, fin 2016.

### Héraldique
|  | Les armoiries de Saint-Jean-de-Fos se blasonnent ainsi : de vair au pal fuselé d'argent et d'azur. |